# Frango Kung Pao
Frango Kung Pao (chinês simplificado: 宫保鸡丁), também transcrito como Gong Bao ou Kung Po, ou frango xadrez no Brasil, é um prato chinês frito e apimentado feito com frango, amendoim, legumes e pimenta vermelha. É um prato clássico da culinária de Sichuan, originada na província de mesmo nome do sudoeste da China e que inclui a pimenta-do-reino de Sichuan. Embora o prato seja encontrado em toda a China existem variações regionais que são normalmente menos apimentadas que a receita original de Sichuan. Frango Kung Pao também é um marco de cozinha ocidentalizada chinesa.

## História

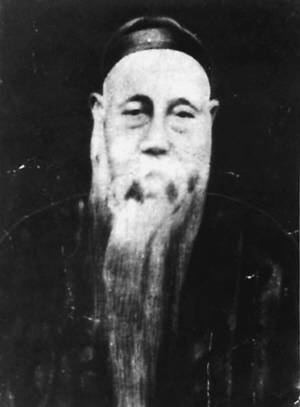
Ding Baozhen, oficial da dinastia Qing na província de Sichuan. O prato é nomeado em sua memória.

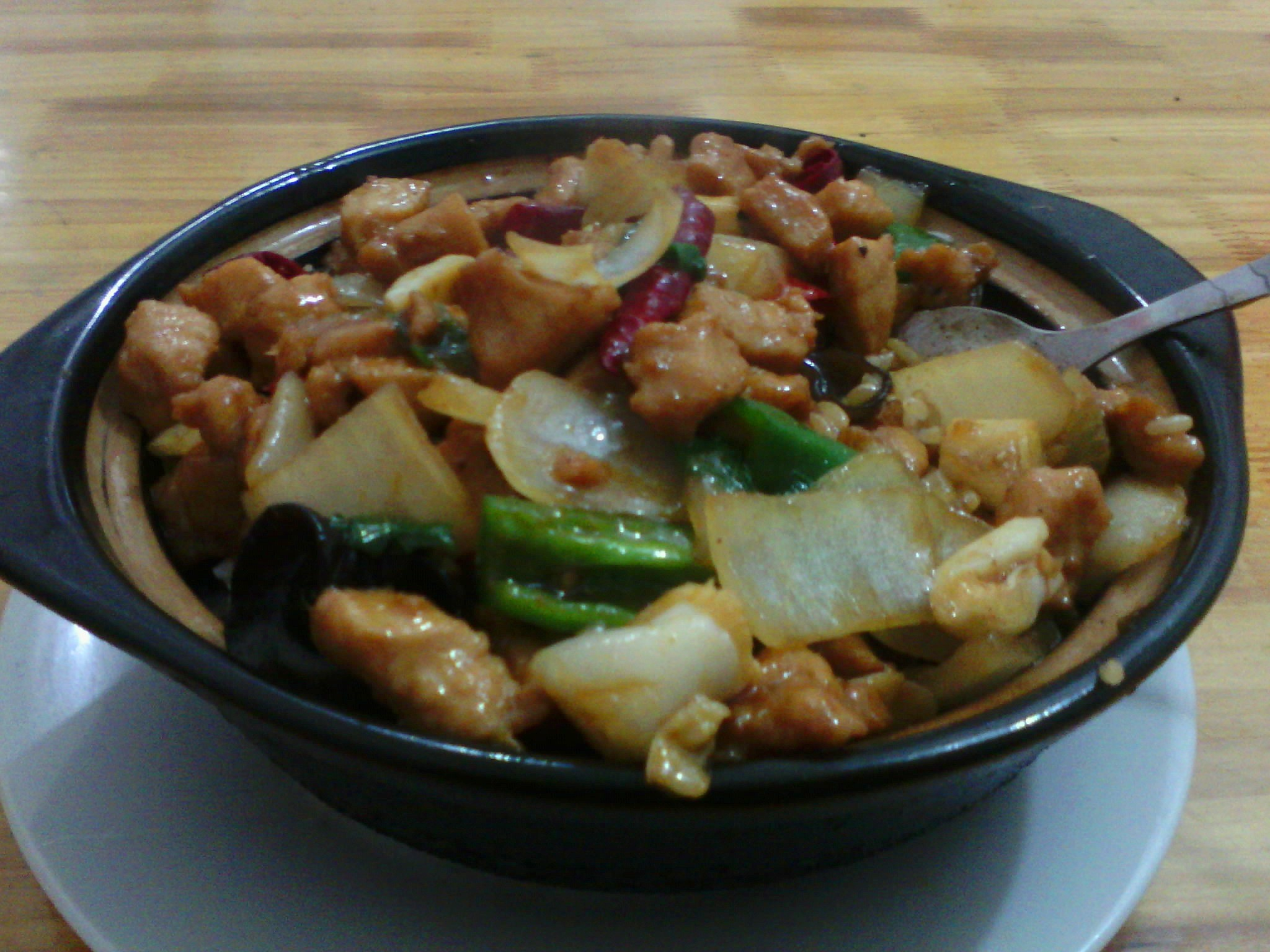
A versão da província de Anhui do frango Kung Lao, servido em uma panela de ferro.

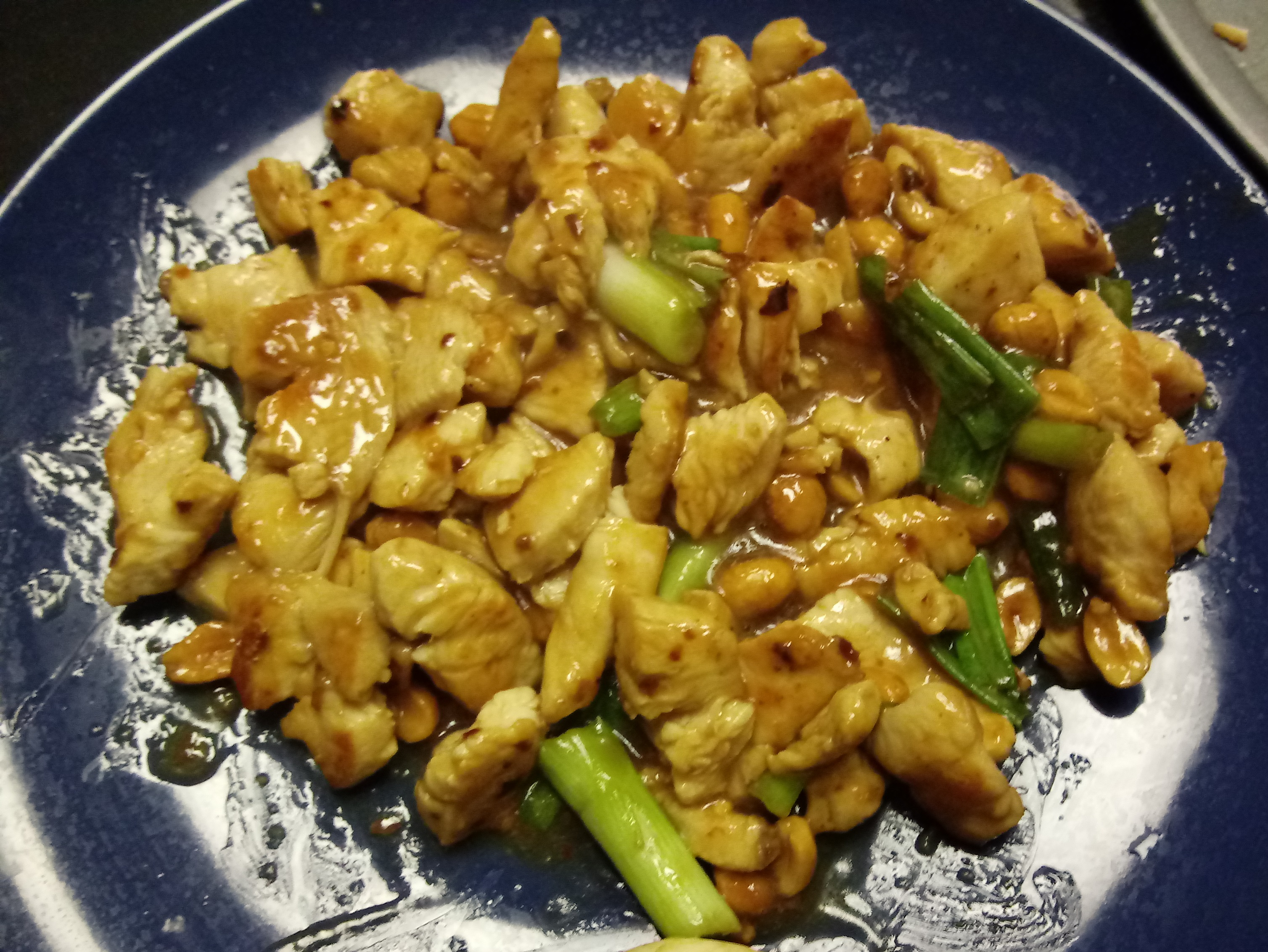
Um prato de frango Kung Pao caseiro, preparado em Fresno, Califórnia

Acredita-se que o prato foi criado como uma homenagem à Ding Baozhen (1820-1886), oficial e governador da Província de Sichuan no fim da Dinastia Qing. Seu título foi Gongbao (chinês simplificado: 宫保, pinyin: Gōngbǎo, Wade–Giles: Kung1-pao3, lit. ‘Guardião do Palácio’). O nome de Kung Pao chicken é derivado deste título.
Durante a Revolução Cultural o prato do nome tornou-se politicamente incorreto por causa de sua associação com o sistema imperial. O prato foi renomeado como "frango frito em cubos" (hongbao jiding) ou "frango apimentado" (chinês simplificado: 糊辣鸡丁, pinyin: húlà jīdīng) pelos maoístas até a política de reabilitação na década de 1980, sob as reformas de Deng Xiaoping.

## Versões

### Versão de Sichuan
A versão original do prato usa frango como seu principal ingrediente, com os cubos de frango normalmente misturados com uma marinada previamente preparada. Vinho shaoxing é usado para realçar o sabor da marinada. O wok é temperado e em seguida pimentões e pimenta de Sichuan são em fritas para adicionar suas fragrâncias no óleo. No estilo sichuanês de se preparar o frango Kung Pao usam-se pimentas vermelhas, tal como a "pimenta de sete estrelas" (chinês simplificado: 七星椒, pinyin: Qīxīngjiāo, Wade–Giles: Ch'i1-shing1-chiao1). Variedades de pimentas menores também podem ser utilizadas.
O componente mais importante do prato é a pimenta-do-reino de Sichuan. São os grãos de pimenta que dão o sabor entorpecente (chinês simplificado: 麻辣味型, pinyin: Málà wèixíng, Wade–Giles: Ma2-la4 wei4-hsing2) ao frango Kung Pao, sabor esse que é um elemento típico da culinária de Sichuan. Em seguida o frango é frito, legumes e amendoins são adicionados (castanhas de caju também podem ser adicionadas). O amendoim ou a castanha de caju são deixados em óleo quente no fundo da frigideira e fritos até dourar, antes dos outros ingredientes serem adicionados.
Existem outras variantes que usam outros ingredientes no lugar do frango, como o camarão Kung Pao (chinês simplificado: 宫保虾)  e pernas de rã Kung Pao (chinês simplificado: 宫保田鸡) 

### Versões ocidentais
As versões comumente encontradas no ocidente, chamadas de frango Kung Pao ou frango Kung Po consistem em cubos de frango marinado, refogado com laranja (ou suco de laranja), gengibre, alho, caldo de galinha, açúcar, óleo, amido de milho, sal e pimenta a gosto. O prato por vezes inclui (ou é decorado) com o amendoim torrado. Algumas variações ocidentais podem substituir a carne de frango por outros tipos, como carne de porco, pato, peixe ou tofu.